# Tasso Stafilidis
Tasso Anastasios Stafilidis, född 14 augusti 1971 i Lessebo, är en svensk skådespelare, projektledare, verksamhetschef och före detta politiker (vänsterpartist). Han var ordinarie riksdagsledamot 1998–2006, invald för Skåne läns västra valkrets.

## Biografi
Tasso Stafilidis, vars föräldrar är av grekisk härkomst, föddes i Småland men kom 1974 till Helsingborg där han växte upp. 1985 gick han med i Kommunistisk Ungdom (nuvarande Ung Vänster). 1989 startade han tillsammans med Helen Åström den fria teatergruppen Teater UPP Å NER, där han varit verksam skådespelare och konstnärlig ledare i närmare tio år. Vid valet 1991 toppade han den kommunala valsedeln för Vänsterpartiet i Helsingborg och blev invald i kommunfullmäktige. Fram till 1998 var han engagerad i kommunalpolitiken, bland annat som gruppledare i kommunfullmäktige och ordförande för vänsterpartiets lokalavdelning i Helsingborg 1992–1997.
Vid valet 1998 blev Stafilidis invald i riksdagen för Skåne läns västra valkrets och var riksdagsledamot under två mandatperioder. I riksdagen var han ledamot i lagutskottet 1998–2006 och suppleant i kulturutskottet. Han var ordförande i riksdagens HBT-grupp.[källa behövs] Han ledde även Riksdagsteatern som bestod av ledamöter och anställda, vilka träffades en gång i veckan och spelade teater. Stafilidis är den första professionella skådespelaren som tagit plats i riksdagen.
Efter valförlusten 2006 förlorade Stafilidis sin plats i riksdagen efter att inte ha blivit nominerad av sitt parti och lämnade därefter Vänsterpartiet som han kallade för en "sekt".
Han utkom med boken Mitt brinnande hjärta på Normal förlag 2007. 
Han har varit verksamhetschef för Göteborgs kulturkalas, ordförande och senare verksamhetschef för West Pride i Göteborg samt ledamot i Dramatens styrelse.
2024 mottog Stafilidis Kaj Heino-priset från West Pride.
Sedan 2024 är Stafilidis direktör för Nordens Institut på Åland.